# パリ国際博覧会 (1947年)
都市計画と移住の国際博覧会（としけいかくといじゅうの こくさいはくらんかい, Expo 1947）は、1947年7月20日から8月17日まで、フランスのパリで開催された国際博覧会（特別博）である。パリで開催された国際博覧会では8回目となる。
テーマは「明日の世界と建設」。